# Niponius himalayensis
Niponius himalayensis är en skalbaggsart som beskrevs av Gardner 1926. Niponius himalayensis ingår i släktet Niponius och familjen stumpbaggar. Inga underarter finns listade i Catalogue of Life.